# Paulo da Silva Santos
Paulo da Silva Santos (Portimão, 1944) es un regatista portugués y brasileño.
Muy pronto se trasladó a vivir a la provincia portuguesa de África Occidental, y comenzó a navegar a los 11 años de edad. Compitiendo bajo la grímpola del Clube Desportivo Nun’Alvares ganó tres campeonatos de Portugal de la clase Snipe, en 1968, 1969 y 1970, y dos Campeonatos de Europa, en 1968 y 1970, además de conseguir un tercer puesto en el Campeonato Mundial de 1969. Se clasificó para formar parte del equipo olímpico de Portugal que disputaría los Juegos Olímpicos de Múnich 1972, pero debido a la guerra de la Independencia de Angola, Paulo Santos tuvo que huir a Brasil y no pudo acudir a la cita olímpica.
En Brasil ganó cinco veces el campeonato nacional de la clase Snipe, en 1983, 1984, 1985, 1986 y 1989, y se proclamó dos veces campeón del mundo de veteranos, en 1992 y 2010. 